# 仲村まひろ
仲村 まひろ（なかむら まひろ、1995年〈平成7年〉2月2日 - ）は、日本のタレント、グラビアアイドル、女優である。アミックエンターテインメント.INC所属。
本名、非公開。
大阪府東大阪市出身、東京在住。

## 経歴
小学生の頃からバトントワリングをはじめ、地元のバトンクラブや部活などに所属していた12年間に全国大会に於いて9回日本一に輝いた。
近畿大学在籍中に、つんく♂プロデュースの学内アイドル「KINDAI GIRLS」
の第一期メンバーとして活動。
2017年 22歳の大学在学中にイベントパフォーマー、撮影会のモデルなどで活動を開始する。
2018年 関西を拠点にしながらも、本格的に東京での活動を開始し、BS番組「透明彼女season7（Vパラダイス）」やAbemaTVなどでグラビアアイドルとして活動しながらタレントとして活動の幅を広げていき、関東進出後、すぐに初の全国ネットゴールデン帯の番組への出演を果たす。
2019年 DVDメーカーが仲村のために新レーベルを立ち上げ、初のDVD作品『Sophia』（メディアブランド）をリリースし、得意のバトントワリングなども披露した。
8月には「ヤングアニマル（白泉社）」にて初の雑誌掲載を果たし、11月には「キスカ（竹書房）」にて掲載。
2019年しらべぇグラビア大賞2019初代グランプリに輝く。
Twitter（現・X）やInstagramでのバトントワリング動画がバズっていて、再生回数は36万回再生を上回る。フォロワーが1年で3万人以上も増加し、現在も毎月2000人ほどのペースで増え続けている。
2019年11月に上京し、さらに本格的な活動を開始した。
2020年、グラビア雑誌掲載、テレビ出演、朗読劇など活動の幅を広げ、倉持由香オススメのグラビアアイドルとして番組やコラムで紹介されている。
2020年11月 更なる活動の幅を広げるため上京。会社の寮に住みながら活動を始めるが、その寮の風呂をニップレスだらけにしたことで有吉反省会に出演。
2020年、YouTubeチャンネル「仲村まひろ可愛いちゃんねる」を開設し、2ヶ月で登録者数が5万人を越える。
2021年5月、「週刊プレイボーイ（集英社）」選定・グラドルちっぱい番付において東の関脇に選出。同年には講談社主催ミスiD2022にエントリー。2022年1月28日、同ファイナリストに選出され、サバイバル賞を受賞。
2023年10月には「週刊プレイボーイ」創刊57周年企画「NIPPONグラドル57人」に、グラビアニュージェネレーションの1人として掲載。

## 人物
- 高校教諭一種免許（国語）、中学校教諭一種免許（国語）を保有。
- バトントワリングを12年行っており、9回全国大会日本一になったことがある。
- 特技は身体が柔軟（I字Y字バランス・前後縦開脚・ブリッジ）・側宙返り・倒立前転 他、バトンを回しながら何でも出来ること。
- チャームポイントはくびれ・ヘソ・脇である。
- Twitterにバトントワリング動画を＃グラドル特技部 部長として毎日投稿。連続投稿日数が1000日を越えている。2022/06現在
- 芸人のネタとバトントワリングのコラボ芸が話題。

## 作品

### DVD/BR
- 『Sophia』（2019年5月31日、メディブランド）ASIN:B07R4YDVSR　JAN：4547770022710

### 電子写真集
- 『エノシマデイト』（2021年7月15日、秀麗出版）
- 『グラビア学園』（2021年1月22日、グラビア学園）

## 出演

### テレビ番組
- 有吉反省会：事務所の寮をニップレスだらけにしていることを反省・禊「ニップレスで丸アートに挑戦」（2021年1月、日本テレビ）
- 平気なの！？って聞くTV（2020年9月、MBS）
- テレビ特区「全日本ビショ女コンテスト」（2020年3月- 、フジテレビ）
- そんなコト考えた事なかったクイズ!トリニクって何の肉!?（2019年5月 ‐ 、朝日放送）
- ぐるぐるナインティナイン（2022年12月-、日本テレビ）
- 有吉ジャポンⅡジロジロ有吉（2022年2月-、TBS）
- メッセンジャーの〇〇は大丈夫なのか？（2018年9月 - 、毎日放送）
- 透明彼女 season7＃3（2018年1月 ‐ 、Vパラダイス）
- リリーさんとバカリさん（2020年10月 - 、FBS福岡放送） - 動画
- Chef～三ツ星の給食（フジテレビ）
- シグナル 長期未解決事件捜査班（関西テレビ）

### 配信番組
- 【全日本○○グラドルコンテスト】アビリティ』#4 (グラドルの虎)（AbemaTV）
- 全日本柔軟女王グラドルコンテスト（AbemaTV）
- 全日本脚力女王グラドルコンテスト（AbemaTV）
- しらべぇ温泉レポーター（ニュースサイトしらべぇ）
- アリスインプロジェクト『アイガク! 春フェス・オンライン2021』（2021年4月24日 - 29日、ZAIKO）[11]
  - 2チームに分かれての真剣バトル「アイガク・バトラーズ」（2021年4月24日 - 29日）
  - おなじみ！学園バラエティ&大喜利「アイガク・ライブ」（2021年4月29日）
- アリスインプロジェクト『アイガク! バトラーズ&ストーリーズ』「アイガク・バトラーズ」（2021年5月14日、ZAIKO）[12]

### グラビア
- 週刊プレイボーイ（集英社）ちっぱい番付 西の関脇
- 週刊プレイボーイ（集英社）グラドル104人の主張
- ヤングアニマル（白泉社）
- キスカ（竹書房）
- 月刊サイゾー（サイゾー）
- グラビアプレスvol.3（秀麗出版）
- 「エノシマデイト」デジタル写真集（秀麗出版）
- グラドル名鑑2021（ギルド）
- グラビア学園

### ラジオ
- フレッシュチャンネル（2020年3月 - 、渋谷クロスFM）[要出典]
- しらべぇラジオ
- ステラ☆HAPPY!LIVE!～夏来唯のサマらじ～（2021年1月 - 、市川うららFM 83.0MHz） - レギュラーアシスタント
- AKIBA TV（2021年）

### 舞台
- 朗読劇「いつもの帰り道」（2020年3月） - 久保田花奈 役
- 朗読劇「ヘッド本 あき」（2020年9月）
- Studio K'z×アリスインプロジェクト「魔銃ドナー Testament[13]」（2024年3月27日 - 31日、築地・ブディストホール） - ラムエル 役[14]
- Studio K'z「召喚アウトロー[15]」（2024年12月4日 - 8日、大塚・萬劇場） - ブラッキウム・シニストロム 役
- Studio K'z×アリスインプロジェクト「時空警察ヴェッカー1983・改[16]」（2025年2月19日 - 24日、築地・ブディストホール） - 楠本美雪 役[17]
- Studio K'z「スーパーマンガ大戦 THE NEXT[18]」（2025年6月25日 - 29日、シアター風姿花伝） - 藤子澪愛 役[19]

### CM
- iPhone 7（アップル） 2016年[要出典]

### ミュージックビデオ
- BiSH「KiND PEOPLE」avex trax

### イベント
- 鈴鹿8時間耐久レース（2018年7月26日 - 29日、鈴鹿サーキット）- DOGHOUSEレースクイーン[20]
- 東京オートサロン2016[21]

## 掲載

### 雑誌
- 週刊プレイボーイ（集英社）
- ヤングアニマル（白泉社）
- キスカ（竹書房）
- グラビアプレスvol.3（秀麗出版）
- グラドル名鑑2021（ギルド）